# (400149) 2006 UW329
(400149) 2006 UW329 es un asteroide perteneciente al cinturón de asteroides, descubierto el 31 de octubre de 2006 por el equipo del Mount Lemmon Survey desde el Observatorio del Monte Lemmon, Arizona, Estados Unidos.

## Designación y nombre
Designado provisionalmente como 2006 UW329.

## Características orbitales
2006 UW329 está situado a una distancia media del Sol de 2,703 ua, pudiendo alejarse hasta 2,738 ua y acercarse hasta 2,667 ua. Su excentricidad es 0,013 y la inclinación orbital 5,589 grados. Emplea 1623,44 días en completar una órbita alrededor del Sol.

## Características físicas
La magnitud absoluta de 2006 UW329 es 17,5.